# Krótki film o miłości
Krótki film o miłości (w wersji telewizyjnej dystrybuowany jako Dekalog VI) – polski film psychologiczny z 1988 w reżyserii Krzysztofa Kieślowskiego, nakręcony na podstawie scenariusza napisanego przez Kieślowskiego wraz z Krzysztofem Piesiewiczem. Bohaterami filmu są dziewiętnastoletni chłopiec Tomek (Olaf Lubaszenko) oraz podglądana przezeń z mieszkania naprzeciwko plastyczka Magda (Grażyna Szapołowska). Magda, dowiedziawszy się o podglądactwie Tomka, aranżuje zemstę na nim, co prowadzi do tragicznych konsekwencji.
Krótki film o miłości został wyprodukowany w Studiu Filmowym „Tor”, w ramach cyklu filmów telewizyjnych Dekalog, który stanowił próbę reinterpretacji judeochrześcijańskiego Dekalogu. Za zdjęcia do filmu odpowiadał Witold Adamek, natomiast muzykę do filmu skomponował Zbigniew Preisner. Ministerstwo Kultury i Sztuki dofinansowało wersję kinową Dekalogu VI, której premiera odbyła się w październiku 1988. Krótki film o miłości został entuzjastycznie przyjęty przez krytyków zarówno w Polsce, jak i za granicą. Recenzenci chwalili film Kieślowskiego za walory artystyczne, wzorcowy warsztat, spójność estetyczną, grę aktorską i reżyserię. Na Festiwalu Polskich Filmów Fabularnych Krótki film o miłości otrzymał (ex aequo z Krótkim filmem o zabijaniu) Grand Prix „Złote Lwy” oraz cztery indywidualne nagrody, a na Międzynarodowym Festiwalu Filmowym w San Sebastián uhonorowany został Nagrodą Specjalną Jury oraz nagrodami FIPRESCI i OCIC.

## Fabuła
Akcja Krótkiego filmu o miłości toczy się na jednym z warszawskich osiedli. W wynajętym pokoiku u matki swojego kolegi mieszka dziewiętnastoletni Tomek, pracujący na poczcie wychowanek domu dziecka. Nocami po kryjomu odsłania stojącą na stoliku lunetę i obserwuje przez okno kobietę w mieszkaniu położonym naprzeciwko. Magda, dojrzała kobieta, parająca się sztukami plastycznymi, nie zdaje sobie sprawy z tego, że jest podglądana. Z czasem Tomek obdarza obserwowaną kobietę uczuciem na tyle silnym, że decyduje się do niej zbliżyć. Gdy pewnej nocy widzi Magdę w łóżku z mężczyzną, odwraca wzrok. Z zemsty przebija ostrą lotką opony stojącego przed domem samochodu, należącego do kochanka Magdy. Ponadto przyjmuje zadanie roznoszenia mleka, aby móc czasem popatrzeć na Magdę. Próbuje ściągnąć ją na pocztę, wkładając do jej skrzynki zawiadomienie o przekazie pieniężnym. Gdy pewnego wieczoru Tomek znów dostrzega Magdę z mężczyzną, wzywa do jej mieszkania pogotowie gazowe.
Pewnej nocy chłopiec staje się świadkiem sceny rozstania Magdy z jej kochankiem. Zdenerwowana kobieta wpada z płaczem do swojego mieszkania, a Tomek, obserwując ją, również płacze. Rano Tomek znowu wkłada do jej skrzynki zawiadomienie o przekazie. Kobieta zjawia się na poczcie, gdzie pracownicy podejrzewają ją o próbę wyłudzenia pieniędzy. Gdy wychodzi na ulicę, Tomek wybiega za nią. Rozmawia z nią i wyznaje jej uczucie. Magda, oburzona wiadomością o tym, że chłopiec ją obserwował przez lunetę, zostawia go na ulicy. Kolejnego wieczoru z zemsty kobieta aranżuje przedstawienie: najpierw zaciąga kochanka do łóżka, a następnie opowiada mu o Tomku. Mężczyzna zrywa się natychmiast i wybiega przed dom, po czym wywołuje chłopca. Tomek wychodzi przed blok i zostaje pobity. Rano przychodzi z mlekiem. Magda otwiera drzwi i podejmuje z nim rozmowę. Chłopiec proponuje spotkanie w kawiarni, a potem kobieta zaprasza go do swojego mieszkania. Dochodzi między nimi do zbliżenia miłosnego, jednak zaraz potem Magda cynicznie mówi Tomkowi, że nie ma czegoś jak miłość – jest tylko seks. Zdruzgotany Tomek ucieka do siebie i próbuje popełnić samobójstwo, podcinając sobie żyły. Gospodyni wzywa pogotowie, a Tomek trafia do szpitala. Magda dowiaduje się o zdarzeniu i usiłuje odszukać Tomka. Składa wizytę u jego gospodyni, która pokazuje mu pokój i ustawioną lunetę. Na wieść o powrocie Tomka ze szpitala Magda natychmiast biegnie do jego mieszkania. Ale gospodyni nie pozwała obudzić śpiącego chłopca. Wówczas Magda spogląda przez lunetę na swoje mieszkanie, wyobrażając sobie sceny, w której uczestniczą oboje z Tomkiem.

## Obsada
- Grażyna Szapołowska – Magda
- Olaf Lubaszenko – Tomek

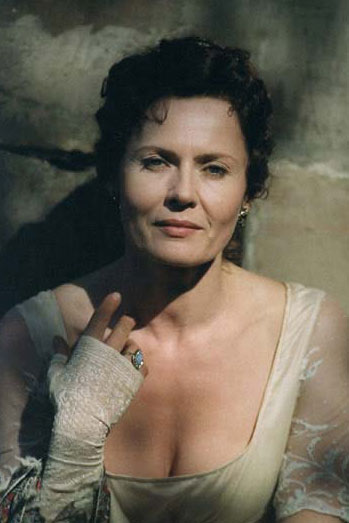
Grażyna Szapołowska

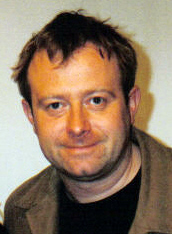
Olaf Lubaszenko

- Artur Barciś – mężczyzna z walizką
- Stefania Iwińska – gospodyni Tomka
- Piotr Machalica – Roman
- Małgorzata Rożniatowska – naczelniczka poczty
- Stanisław Gawlik – listonosz Wacek
- Rafał Imbro(inne języki) – kochanek Magdy
- Jan Piechociński – kochanek Magdy
- Anna Gornostaj – pielęgniarka

## Produkcja
Krótki film o miłości powstał pierwotnie jako szósta część cyklu filmów telewizyjnych Dekalog, pod opieką kierownika artystycznego Zespołu Filmowego „Tor”, Krzysztofa Zanussiego. Reżyser filmu, Krzysztof Kieślowski, napisał do niego scenariusz z pomocą adwokata Krzysztofa Piesiewicza, który był przedtem współscenarzystą Bez końca (1984). Już na samym początku realizacji scenariuszy do Dekalogu (w tym do części szóstej) obaj zadeklarowali odcięcie się od polityki i koncentrację na współczesności. Biorąc pod uwagę ryzyko związane z tworzeniem filmów kinowych, Kieślowski zwrócił się do Telewizji Polskiej z propozycją nakręcenia cyklu; początkowo każdy z filmów miał zrealizować inny reżyser, jednak Kieślowski ostatecznie postanowił samodzielnie wyreżyserować cały cykl.
Produkcję Krótkiego filmu o miłości poprzedził okres próbnych zdjęć, podczas których Kieślowski miał problemy z obsadzeniem głównej aktorki. Jak twierdził, dopiero w ostatniej chwili przekonał się, że rolę Magdy powinna zagrać Grażyna Szapołowska. Jej ekranowym partnerem reżyser uczynił dziewiętnastoletniego Olafa Lubaszenkę, który wprawdzie „mówił zdecydowanie za grubym głosem jak na swój wiek”, jednak zdaniem Kieślowskiego oboje „stanowili na pewno dobrą parę”. To właśnie Szapołowska nakłoniła reżysera do tego, żeby w wersji kinowej nakręcić baśniowe zakończenie.
Olbrzymi problem ekipie filmowej – zwłaszcza operatorowi zdjęć Witoldowi Adamkowi – sprawiło zaaranżowanie scen, podczas których Tomek podgląda Magdę z wyższego piętra bloku naprzeciwko. Na potrzeby realizacji zdjęć użyto siedemnastu wnętrz, z których jedno – mieszkanie Magdy – było imitowane przez jednopiętrową willę z prefabrykatu, znajdującą się 30 kilometrów od Warszawy. Obok niej postawiono dwupiętrową wieżę, która była na tyle wysoka, aby można było z niej sfilmować ujęcia imitujące widok przez lunetę. Owe ujęcia Adamek fotografował obiektywami 300 mm i 500 mm. Sytuację utrudniały problemy w komunikacji między członkami ekipy znajdującymi się w willi oraz na wieży, gdyż realizatorzy filmu byli zmuszeni stać w mrozie oraz nieustannie posługiwać się mikrofonami i głośnikami.
Na etapie produkcji, dowiedziawszy się od Ministerstwa Kultury i Sztuki o możliwości dofinansowania premiery kinowej dwóch filmów pełnometrażowych w ramach cyklu, Kieślowski wybrał osobiście Dekalog V (opublikowany ostatecznie jako Krótki film o zabijaniu); Ministerstwo zdecydowało się dodatkowo dofinansować wersję kinową Dekalogu VI. Premiera Krótkiego filmu o miłości w Polsce odbyła się 21 października 1988, jednak utwór Kieślowskiego i Piesiewicza został szybko zdjęty z afisza. Spore problemy stanowiła również dystrybucja filmu za granicą; jak relacjonował Zanussi, dystrybutorzy we Włoszech, Francji, w Niemczech odmawiali zakupu praw do dzieła Kieślowskiego i Piesiewicza, twierdząc, że „to jest nic niewarte” i „żebym nie tracił swojej wiarygodności, proponując im autora, o którym wiadomo, że nie ma wyjścia poza swój obszar etniczny”. Dopiero udany obieg festiwalowy zwrócił uwagę krytyki międzynarodowej na cały cykl Kieślowskiego, co ułatwiło poniekąd rozpowszechnianie kinowej wersji Dekalogu VI.

### Wersja telewizyjna
Wersja telewizyjna filmu pod nazwą Dekalog VI ukazała się na przełomie 1989 i 1990. W stosunku do filmu kinowego cechowała się bardziej pesymistycznym zakończeniem: o ile kinowa wersja zawierała ramę narracyjną w pokoju Tomka oraz sugerowała możliwość rozkwitu prawdziwego uczucia między chłopcem a Magdą, wersja telewizyjna kończyła się spotkaniem Magdy z Tomkiem, podczas którego ten urażonym tonem mówił, że nie będzie już jej więcej podglądał.

## Odbiór

### Odbiór w mediach polskich

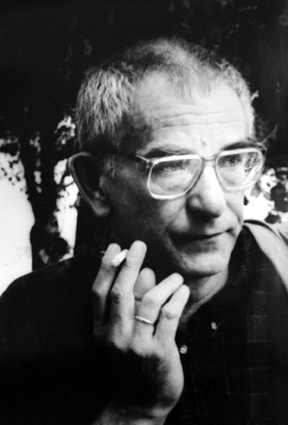
Krzysztof Kieślowski, reżyser filmu

Krótki film o miłości został entuzjastycznie przyjęty przez polską krytykę filmową. Recenzenci chwalili film Kieślowskiego za walory artystyczne, wzorcowy warsztat, spójność estetyczną, bardzo dobrą grę aktorską i reżyserię. Przede wszystkim doceniano oszczędność środków wyrazu; Władysław Cybulski z „Dziennika Polskiego” był zachwycony dyscypliną formalną filmu, z przestrzenią akcji ograniczoną do intymnych wnętrz mieszkalnych oraz ograniczeniem dialogu na korzyść obrazu. Z pochwałami spotkały się zdjęcia Witolda Adamka oraz uboga instrumentalnie muzyka Zbigniewa Preisnera, a powszechne uznanie wywołała rola Grażyny Szapołowskiej, którą Bogdan Knichowiecki z „Trybuny Robotniczej” określił jako „skomplikowaną psychicznie, pociągającą i odpychającą zarazem”. Jerzy Uszyński doceniał film Kieślowskiego za brak naturalistycznych scen i subtelność w ukazywaniu trywialnej relacji między obojgiem bohaterów. Piotr Maksymczak z „Gazety Lubuskiej” zwracał uwagę na ewolucję głównej bohaterki, która od frustracji zachowaniem postaci Lubaszenki przechodzi do zrozumienia własnego egoizmu i konieczności uszanowania cudzego uczucia.
Inni recenzenci zwracali uwagę na postać chłopca. Zdaniem Anity Machnik z katolickiego „Ładu” oraz Oskara Sobańskiego z „Filmu” bohater filmu początkowo fetyszyzuje główną bohaterkę, a dopiero pod wpływem uczucia zaczyna dostrzegać w niej człowieka. Andrzej Krzywicki z „Gazety Pomorskiej” interpretował film jako przedstawienie złożoności stosunków międzyludzkich, których nie da się sprowadzić do biologizmu. Zdaniem Uszyńskiego ów sprzeciw wobec traktowania uczuć w kategoriach funkcji biologicznych stanowi próba samobójcza chłopca. Andrzej Lipiński z „Ekranu” zwracał uwagę na ironię tytułu filmu: w świecie dzieła Kieślowskiego i Piesiewicza brakuje miejsca na wrażliwość, dobroć, uniesienie. Zdaniem Marka Sadowskiego z „Perspektyw” bohaterowie zamiast miłością kierują się jej brakiem, upokarzają się i gardzą sobą nawzajem. Prowadziło to do interpretacji, w których wskazywano na niemożność porozumienia między ludźmi, na samotność obydwojga bohaterów. Jerzy Niecikowski na łamach „Filmu” pisał, iż dzieło Kieślowskiego powinno się nazywać Krótkim filmem o samotności. Tadeusz Szyma chwalił umiejętne posługiwanie się przez Kieślowskiego środkami wizualnymi takimi jak szklisto-przymglona optyka lunety, która wyraża pragnienia i uczucia bohaterów silniejsze aniżeli pociąg seksualny.
Film Kieślowskiego wzbudził natomiast protesty niektórych krytyków zniesmaczonych jego odważną tematyką. Tadeusz Wiącek z „Echa Dnia” oraz Anna Tatarkiewicz z „Polityki” odczytywali film jako opowieść o dewiancie seksualnym i obiekcie jego fantazji; zdaniem Tatarkiewicz inicjacja seksualna bohatera wypada żenująco dla widza, a portret wychowanka domu dziecka jest nieprawdziwy. Małgorzata Karbowiak z „Głosu Robotniczego” była przeciwna tego typu głosom, uznając psychologię filmu za „wspaniałą” i doceniając naturalność zachowań obojga bohaterów.
Istotnym wątkiem poruszonym przez krytykę była interpretacja Krótkiego filmu o miłości w odniesieniu do chrześcijańskiego Dekalogu. Leon Bukowiecki odczytywał utwór Kieślowskiego i Piesiewicza jako opowieść o „jawnogrzesznicy poprowadzonej w duchu wybaczenia”. Machnik natomiast przekonywała, że film należy interpretować przez pryzmat Platońskiej Uczty: miłość jest dla bohaterki aktem transcendencji. Sobański zauważał, że główny bohater rezygnuje z cielesnego pociągu do Magdy, rozumiejąc własne naruszenie szóstego przykazania. Kazimierz Młynarz odczytywał Krótki film o miłości jako świecką próbę odczytania Dekalogu, traktując utwór jako „wyraz tęsknoty do ładu moralnego”. Maria Malatyńska z „Kina” również uznawała Krótki film o miłości jako odstępstwo od ortodoksyjnego odczytania Dekalogu, ponieważ ukazuje on miłość jako „formę całkowitego, nawet absurdalnego zauroczenia i każe wierzyć, że zauroczenie takie wymyka się wszelkim kategoryzacjom, a nawet nabiera cech świętości”. Stanowczo takim próbom odczytania filmu sprzeciwiała się Tatarkiewicz, oskarżając reżysera o „zamianę kultu Stalina na kult papieża” i sprzyjanie gustom krytyków masowo nawracających się na chrześcijaństwo.

### Odbiór w mediach zagranicznych
Krótki film o miłości był pozytywnie oceniany także przez zagranicznych krytyków. Charles Eidsvik z „Film Quarterly” stwierdził, że film Kieślowskiego nie daje się porównać ani ze wschodnioeuropejskim kinem artystycznym, ani z filmami hollywoodzkimi. Zdaniem Eidsvika reżyser Krótkiego filmu o miłości najbliższy jest Ingmarowi Bergmanowi, a podglądactwo Tomka nie ma w sobie nic z perwersji, lecz jest próbą „dzielenia z kimś swojego życia”. Rita Kempley z „Washington Post” oceniła film Kieślowskiego i Piesiewicza jako „nastrojową, skrupulatną w swej obserwacji przypowieść”, której „prawdziwym tematem jest ogromna rana w ludzkim sercu w obliczu braku miłości”. W recenzji Dave’a Kehra z „Chicago Tribune” padła opinia, iż „wykorzystanie przez Kieślowskiego różnych soczewek do określenia zmiennych stanów emocjonalnych jest godne samego Alfreda Hitchcocka, choć złożoność psychologiczna i spostrzeżenia moralne tego filmu należą już do Kieślowskiego”. Tony Rayns z „Time Out” twierdził, iż: „Wiedząc, że Hitchcock i Michael Powell podejmowali ten temat przed nim, Kieślowski kręci absolutnie mistrzowski film, który równoważy elementy humoru i ponurej prawdy o uczuciach”. Znacznie bardziej krytyczna była Amy Taubin z „The Village Voice”, w recenzji z 1996 roku krytykując Kieślowskiego za nierównomiernie rozłożone akcenty w konflikcie między bohaterami: „Analizę męskiego pożądania spina stereotyp o odkupieniu upadłej kobiety przez męskie spojrzenie. W tym sensie Krótki film o miłości zapowiada najgorsze aspekty Trzech kolorów”. Stephen Holden z „The New York Timesa” w równie krytycznej recenzji pisał, że w końcowej scenie „film popycha swoją wizję miejskiej samotności i stłumionej seksualności na skraj niedorzeczności”.
We Francji Krótki film o miłości również był doceniany. Raphaël Bassan z „La Revue du cinéma” pisał następująco: „Kieślowski, po tym jak z matematyczną precyzją ukazał zazębiające się mechanizmy zbrodni i kary w Krótkim filmie o zabijaniu, podejmuje podobną operację w Krótkim filmie o miłości. Tym razem w sferze uczuć”. Retrospektywna recenzja na portalu Avoir-Alire podkreślała, iż: „Zasługą Kieślowskiego jest to, że nie osądza swych postaci i w sposób wysublimowany opowiada o niebezpieczeństwach uczuć oraz o cienkiej granicy między szczerością a kłamstwem, niewinnością a okrucieństwem”.

## Nagrody
| Rok  | Festiwal                                                       | Nagroda                                                                          | Odbiorca                                                |
| ---- | -------------------------------------------------------------- | -------------------------------------------------------------------------------- | ------------------------------------------------------- |
| 1988 | 13. Festiwal Polskich Filmów Fabularnych                       | Złote Lwy                                                                        | Krzysztof Kieślowski                                    |
| 1988 | 13. Festiwal Polskich Filmów Fabularnych                       | Nagroda za pierwszoplanową rolę kobiecą                                          | Grażyna Szapołowska                                     |
| 1988 | 13. Festiwal Polskich Filmów Fabularnych                       | Nagroda za drugoplanową rolę kobiecą                                             | Stefania Iwińska                                        |
| 1988 | 13. Festiwal Polskich Filmów Fabularnych                       | Nagroda za scenariusz                                                            | Krzysztof Kieślowski Krzysztof Piesiewicz               |
| 1988 | 13. Festiwal Polskich Filmów Fabularnych                       | Nagroda za zdjęcia                                                               | Witold Adamek                                           |
| 1988 | Międzynarodowy Festiwal Filmowy w San Sebastián                | Nagroda Specjalna Jury                                                           | Krzysztof Kieślowski                                    |
| 1988 | Międzynarodowy Festiwal Filmowy w San Sebastián                | Nagroda FIPRESCI                                                                 | Krzysztof Kieślowski                                    |
| 1988 | Międzynarodowy Festiwal Filmowy w San Sebastián                | Nagroda OCIC                                                                     | Krzysztof Kieślowski                                    |
| 1989 | Koło Piśmiennictwa Filmowego Stowarzyszenia Filmowców Polskich | Złota Taśma                                                                      | Krzysztof Kieślowski                                    |
| 1989 | Komitet Kinematografii                                         | Nagroda Szefa Kinematografii za twórczość filmową w dziedzinie filmu fabularnego | Krzysztof Kieślowski Krzysztof Piesiewicz Witold Adamek |
| 1989 | Festiwal Gwiazdy Jutra w Genewie                               | Nagroda za reżyserię                                                             | Krzysztof Kieślowski                                    |
| 1989 | Festiwal Gwiazdy Jutra w Genewie                               | Nagroda aktorska                                                                 | Olaf Lubaszenko                                         |
| 1989 | Międzynarodowy Festiwal Filmowy w São Paulo                    | Nagroda publiczności                                                             | Krzysztof Kieślowski                                    |
| 1989 | Międzynarodowy Festiwal Filmowy w São Paulo                    | Nagroda krytyki filmowej                                                         | Krzysztof Kieślowski                                    |
| 1989 | Tarnowski Festiwal Filmowy                                     | Nagroda Publiczności                                                             | Krzysztof Kieślowski                                    |
| 1989 | Tarnowski Festiwal Filmowy                                     | Nagroda Jury                                                                     | Krzysztof Kieślowski                                    |
| 1989 | Międzynarodowy Festiwal Filmowy w Chicago                      | Srebrny Hugo                                                                     | Grażyna Szapołowska                                     |